# The Late Bloomer
The Late Bloomer è un film del 2016 diretto da Kevin Pollak.
Il soggetto è tratto dall'autobiografia Man Made: A Memoir of My Body del giornalista Ken Baker.
Il film è stato presentato in anteprima mondiale al San Diego Film Festival il 30 settembre 2016. Il film venne distribuito in distribuzione limitata e tramite video on demand il 7 ottobre 2016 dalla Momentum Pictures.
Il film ha avuto critiche perlopiù negative. The Hollywood Reporter scrisse che mentre Johnny Simmons si adatta perfettamente al suo ruolo, molti attori secondari come J.K. Simmons, Jane Lynch, Laraine Newman, Illeana Douglas, Maria Bello e Brian Doyle-Murray si divertono nei loro ruoli stereotipati, ma J.K. Simmons e Maria Bello, in particolare, sembrano decisamente sovra-qualificati per i loro ruoli.

## Trama
Un celebre psichiatra detrattore del sesso e ormai vicino ai trentanni, non ha ancora passato la fase della pubertà. Un incidente imprevisto però sconvolgerà le cose.

## Produzione
L'Alcon Entertainment acquistò i diritti cinematografici dell'autobiografia Man Made: A Memoir of My Body del giornalista Ken Baker nel 2008 and a script by Gary Rosen. The Late Bloomer è stato annunciato per la prima volta nel gennaio 2010, quando la Alcon stava sviluppando il film basato sulla vera storia di Baker, che ha attraversato la sua pubertà in tre settimane all'età di 27 anni. Il ritardo della sua pubertà e del suo normale sviluppo è stato causato da un tumore benigno al cervello. All'epoca Andrew Kosove e Broderick Johnson furono attached come produttori, e lo studio stava ripensando al film come una commedia assumendo Joe Nussbaum per scrivere un nuovo progetto dello script.
Nell'ottobre 2012 fu annunciato che il film sarebbe stato diretto da Randall Einhorn ed interpretato da Elijah Wood. La sceneggiatura era stata scritta da Joe Nussbaum e riscritta da Paul A. Kaplan e Mark Torgove. Il film doveva essere prodotto da Jesse Israel della Ineffable Pictures e Brent Emery della Coup d'Etat Films, con il finanziamento della Dignity Film Finance.
Nel maggio del 2015 venne annunciato che il film sarebbe stato diretto da Kevin Pollak, regista al suo debutto. Raphael Kryszek ed Israel avrebbero prodotto il film per la Ineffable, insieme ad Heidi Jo Markel per la Eclectic. Nell'agosto del 2015 è stato annunciato il nuovo cast del film, tra cui Johnny Simmons nel ruolo del protagonista Dr. Peter Newmans, le cui esperienze rispecchiano quelle di Baker nella vita reale. Jane Lynch avrebbe interpretato Caroline, capo dell'officio in cui lui lavora, Maria Bello e J. K. Simmons nei ruoli dei suoi genitori, Brittany Snow in quello della ragazza che perseguita e Beck Bennett, Kumail Nanjiani e Blake Cooper nel ruolo dei suoi amici. Altri membri del cast furono Paul Wesley, Ken Marino, Illeana Douglas, Charlotte McKinney, Vanessa Ragland e Lenora Crichlow. Venne rivelato che l'ultima bozza della sceneggiatura è stata scritta da Kyle Cooper r Austyn Jeffs, e Conor Charles fu annunciato come co-produttore.

### Riprese
Le riprese del film iniziarono nell'agosto 2015 a Los Angeles e proseguirono in Bulgaria dal 5 settembre 2015.

## Distribuzione
Nell'aprile 2016 la Momentum Pictures acquistò i diritti statunitensi per distribuire il film. È stato presentato in anteprima mondiale al San Diego Film Festival il 30 settembre 2016. Venne distribuito in distribuzione limitata e tramite video on demand il 7 ottobre 2016.